# Soch
Soch (rusky Сох) je řeka v Kyrgyzstánu a v Uzbekistánu. Její délka činí 124 km. Povodí má rozlohu 3 510 km².

## Průběh toku
Pramení na severních svazích Alajského hřbetu a je zakončená rozsáhlým naplaveným kuželem ve Ferganské dolině. Ten je protnut mnohými zavlažovacími kanály. Byla levým přítokem Syrdarji, ale po dokončení výstavby zavlažovacích systémů již do ní nedotéká.

## Vodní stav
Zdroj vody je ledovcovo-sněhový. Největší vodnosti dosahuje od června do září. Průměrný dlouhodobý průtok ve vzdálenosti 44 km od ústí u vesnice Sarykonda je 42,1 m³/s.

## Využití
Využívá se zcela na zavlažování.